# Bocka
Bocka är en kommun med ortsdelarna Großsaara och Kleinsaara i Landkreis Greiz i förbundslandet Thüringen i Tyskland.
Kommunen ingår i förvaltningsgemenskapen Münchenbernsdorf tillsammans med kommunerna Hundhaupten, Lederhose, Lindenkreuz, Münchenbernsdorf, Saara, Schwarzbach och Zedlitz.